# Castello-Molina di Fiemme
Castello-Molina di Fiemme (Castèl e Molina in dialetto fiammazzo) è un comune italiano sparso di 2 319 abitanti della provincia autonoma di Trento in Trentino-Alto Adige. Sito nella parte medio-bassa della Val di Fiemme, prende il nome dai due abitati principali, Castello di Fiemme e Molina di Fiemme.

## Geografia fisica
La sede municipale è Castello di Fiemme, che sorge a 963 m.s.l.m., mentre Molina di Fiemme sorge a 853 m s.l.m., Predaia a 880 m s.l.m. e Stramentizzo a 820 m s.l.m. (sebbene la Stramentizzo vecchia, abbandonata nel 1956, sorgesse a 780 m s.l.m.).
È presente un lago artificiale in territorio comunale, il lago di Stramentizzo creato nel 1956 con la costruzione dell'omonima diga.
Molina di Fiemme si trova nel fondovalle sulla sponda destra dell'Avisio presso la confluenza del Rio Predaia, mentre Predaia forma urbanisticamente con la parte alta di Molina un unico aggregato, è allungata in sponda sinistra del Rio Predaia fino ad inoltrarsi con alcuni masi (antichi mulini) in una stretta valle.

### Clima
Il clima è salubre, asciutto, si registrano le minori precipitazioni annue della valle (ca.740 mm. annui, valori tra i più bassi anche dell'intera provincia).

## Origini del nome
Originariamente il nome era San Giorgio come il castello posto sul colle roccioso a sud ovest dell'abitato. Successivamente cambiò nome come Contea di Castello per volere dei Conti del Tirolo-Gorizia. Dal 1777 prese il nome di Castello di Fiemme. Dal 1973 un ulteriore cambiamento voluto per la riunificazione degli abitati di Molina e Castello prese il nome di Castello-Molina di Fiemme.

## Storia

### Castello di Fiemme
Castello di Fiemme è un tipico villaggio fiemmese di antica costruzione di cui si hanno testimonianze certe dell'attuale ubicazione al di sotto del colle di San Giorgio solo attorno all'XI secolo d.C. Una zona archeologica risalente all'età del bronzo si trova ad est, adiacente al villaggio: presunto luogo di origine dell'abitato.
Nell'XI sec. Castello di Fiemme rientrava nelle aree controllate dalla famiglia Welfen. Nel 1026, in seguito alla confisca delle terre di Guelfo III da parte dell'Imperatore Corrado II l'intera Val di Fiemme passò sotto il controllo del principe vescovo di Trento. Pochi anni dopo parte della Val di Fiemme tornò sotto la gestione di Guelfo III con centro amministrativo Castello. Sotto la giurisdizione di Castello esistevano numerosi nuclei abitativi definiti masi presso Caverlano (oggi comuni di Anterivo, Capriana e Valfloriana) Sorte e Forno (oggi frazioni del comune di Moena). Controllava i seguenti passi: Rolle, San Pellegrino, Pampeago, Lavazè, San Lugano, Cisa, Manghen.
Nel XII secolo la giurisdizione di Castello era sotto il controllo dei Signori di Enn-Caldiff, al servizio dei Conti d'Eppan, discendenti cadetto della dinastia dei Welfen. I Conti d'Eppan ed i Conti del Tirolo ebbero in questo periodo grossi attriti che scoppiarono in una vera e propria guerra che terminò con la vittoria dei Conti del Tirolo, i quali invasero tutti i castelli dei Conti d'Eppan e i loro alleati e ne rasero al suolo parecchi tra cui quello di San Valerio (oggi sul suolo del comune di Cavalese) mentre mantennero quello di San Giorgio sopra l'abitato di Castello fino al 1296 dove gli arimanni della Contea di Castello decisero di darlo alle fiamme. L'edificio danneggiato parzialmente non perse le sue funzioni fino al 1310, poi abbattuto per volere di Ottone d'Austria, al suo posto venne edificata nello stesso anno la chiesetta oggi dedicata alla Madonna di Lourdes.
I Conti del Tirolo videro da subito che il villaggio ed il castello erano posizionati in un punto strategico per la gestione dei commerci dei Vicini della Comunità di Fiemme e del principe vescovo di Trento. Venne così istituita ufficialmente da Mainardo I la Contea di Castello (1214) gestita da un Comitato e non da un feudatario. La contea si ritrovò ad avere dei beni di Regola, cioè dei beni di uso comune per i soli residenti. Venne istituito un Degano di cui si hanno tracce certe in documenti del 1245: questa figura si occupava della parte economico-amministrativa della Regola. L'amministrazione della giustizia (tributi e sanzioni) venne data ad un vicario controllato direttamente dai Conti del Tirolo. Il successore Mainardo II sfruttò molto questo castello per poter organizzare scorrerie verso la Comunità di Fiemme e contro il principe vescovo di Trento. La Contea ebbe modo di estendersi con la caduta dei Conti d'Ulten (ramo dei Conti d'Eppan) che comprendevano i territori di Caverlano ed i masi di Trodena. Nel 1473 Sigismondo d'Austria permutò la Contea di Castello con il Castel Formigaro di proprietà dei Conti Firmian. Molto probabilmente in seguito a questa permuta i masi che costituivano il primo insediamento di Trodena passarono al controllo diretto della Giurisdizione di Enn. I Conti Firmian ottennero i beni ed i redditi della Contea mentre il diritto giurisdizionale rimase in mano a Sigismondo attraverso il controllo del Vicario di Enn. Ferdinando Carlo d'Austria cedette nel 1648 per indebitamento la giurisdizione di Enn alla casa Zenobrio di Venezia la quale la mantenne fino al 1777. il 24 luglio 1777 il Principe Vescovo Pietro Vigilio Thunn e l'Imperatrice Maria Teresa d'Austria firmarono il trattato dove dichiararono che la Contea di Castello veniva sciolta e non più vincolata a feudo. I diritti di regola rimasero invariati per gli abitanti dell'ex contea e vennero inglobati nel sistema della Comunità di Fiemme: vennero considerate libere anche le case Romane, le Ville di Molina, Stramentizzo, Capriana, Valfloriana, Anterivo mentre quelle di Sorte e Forno passarono alla Regola di Moena.
Il paese venne colpito ripetutamente nel tempo da incendi che ne devastarono gran parte dell'abitato e tra il XVIII e XIX secolo ne scoppiarono ben cinque: il 29 novembre 1733, il 19 settembre 1805 partito dal laboratorio di un cappellaio, il 6 agosto 1815 a causa di un fulmine, il 21 agosto 1853 per mano di un piromane ed il 17 agosto 1860 per il gioco di alcuni ragazzi con dei petardi all'interno di un fienile.
Sul Colle di San Giorgio oggi è possibile visitare la chiesetta della Madonna di Lourdes (un tempo chiesa di San Giorgio). La nuova chiesa costruita a fianco di quella medievale nel 1856 è stata dedicata a san Giorgio.

### Molina di Fiemme
Molina di Fiemme è un abitato sviluppatosi piuttosto recentemente, attorno al 1700. fino alla metà del Novecento vi erano una ventina di segherie veneziane e di mulini (da cui il paese prese il nome) spazzati via quasi in toto dall'alluvione del 1966. Tra il 1750 ed il 1918 ebbe una rapidissima crescita demografica fino a superare per diversi anni il numero di abitanti della stessa sede municipale di Castello divenendo per un breve periodo comune a sé. Questo sviluppo era dovuto alle fiorenti attività di trasformazione e commercio del legname proveniente dalle vicine foreste della val Cadino (segherie, mobilifici, produzione di imballaggi), produzione di laterizi, stufe in ceramica, lavorazione del ferro, attività oggi fortemente ridimensionate o scomparse.
Tra queste attività spiccò per un breve periodo anche una fabbrica di vetri e cristalli in località Piazol. Costruita attorno al 1767 dove se ne registra l'atto di fondazione a nome di Baldironi & Co. Il terreno venne venduto dalla Regola di Castello ma senza mai ricevere compenso portando la questione ad una lunga controversia. Sulla storia della vetreria non sono state trovate molte tracce se non le documentazioni sulle problematiche dovute alla gestione e lavorazione del vetro. Con un censimento delle aziende in Fiemme del 1810 fatto dai francesi (conquiste napoleoniche) la vetreria non compare, probabilmente perché già dismessa. Oggi ne restano ancora alcuni ruderi. Le cause del declino di questa particolare attività è da ricercarsi in più fattori come la concorrenza con i vetri e cristalli della Val Rendena e della Valsugana, la carenza di quarzi nei minerali della Val Cadino dove venivano effettuate estrazioni minerarie e le lotte per l'indipendenza del Tirolo del 1809.
Un'attività estremamente redditizia fu la lavorazione dell'argilla. l'estrazione principale veniva effettuata presso località Piazol e Scales. Di grande pregio sono da ricordare le ole per la realizzazione delle stufe e le tegole impiegate anche per la realizzazione del tetto del duomo di Bolzano. Oggi rimane solo un cimelio con il fabbricato delle tegole e l'antica ciminiera. Anche in questo settore vi fu grande spinta fino al 1918, con il passaggio al Regno d'Italia il mercato locale delle tegole, un tempo commerciati in tutto il Tirolo ed oltre, venne meno a causa delle grosse aziende italiane specializzate nel settore che fornivano gli stessi prodotti a prezzi migliori. L'alluvione del 1966 causò ingenti danni anche a questo settore portandolo alla chiusura. Solo le ole vengono ancora oggi realizzate da pochissimi artigiani con argilla proveniente da fuori zona dato che località Piazol è stata tutelata come area di pregio per evitare ulteriori scavi.
La chiesa parrocchiale è dedicata a Sant'Antonio da Padova. È stata costruita nell'anno 1852 e sorge nella parte alta del paese, affrescata con opere dall'artista locale G. B. Daprà.

### Stramentizzo
Il villaggio originario di Stramentizzo si trova oggi al di sotto delle acque dell'omonimo bacino idrico.
Le sue origini sono antiche e risalgono attorno all'XI secolo come masi gestiti da arimanni, passati col tempo sotto la giurisdizione di più famiglie nobiliari come i Conti d'Eppan, d'Ulten, d'Hagno, Zenobrio e per finire Longo di cui ancora oggi ne sono parzialmente proprietari con una grande tenuta. Di Stramentizzo si conoscono i nomi dei principali antichi masi: Cisa e Ronco. Lo sviluppo delle segherie veneziane incentivò l'industria del legname portando prosperità al villaggio anche se nel 1884 quasi tutto il centro del villaggio prese fuoco: ricostruito per intero in poco tempo. Per un breve periodo divenne comune di Stramentizzo.
Stramentizzo nuovo (Scales) (820 m) fu costruito nel 1958 a monte del bacino in località Scales, per risistemare gli abitanti del vecchio paesino.
Tra il 2 e il 4 maggio 1945 vi furono le stragi di Ziano, Stramentizzo e Molina di Fiemme, dove le SS in ritirata alla fine della seconda guerra mondiale uccisero 45 persone dopo essere stati aggrediti dai partigiani a guerra ultimata: in quei giorni Herbert Kappler affrontò l’inchiesta sulla strage di Stramentizzo ad opera delle SS.
Tra i partigiani morti il 4 maggio 1945 vi è Giorgio Marincola, medaglia d'oro al valore militare.
La chiesa vecchia e nuova sono dedicate agli Angeli custodi.

### Simboli
Lo stemma del comune di Castello-Molina di Fiemme è troncato: il 1º di rosso; il 2º fasciato d'argento e di rosso, e vi è raffigurato il mulino ad acqua d'oro — composto da una casa con porta, un canale in legno per il trasporto dell'acqua e una ruota esterna — sormontato dal castello d'oro, torricellato, fondato su un monte di verde. 
Il mulino ad acqua è l'elemento identificativo della frazione di Molina, mentre il castello — il maniero dei conti Enn-Caldiff, situato sul colle roccioso, dal quale deriva il nome della località — lo è della frazione di Castello. Il fasciato d'argento e di rosso di sei pezzi è simbolo storico della Magnifica Comunità di Fiemme.
Lo stemma e il gonfalone del comune di Castello di Fiemme erano stati concessi con regio decreto del 28 settembre 1929.

## Monumenti e luoghi d'interesse

### Architetture religiose
- Chiesa di San Giorgio a Castello di Fiemme
- Chiesa dell'Immacolata di Lourdes a Castello di Fiemme
- Chiesa di Sant'Antonio di Padova a Molina di Fiemme.
- Chiesa dei Santi Angeli Custodi a Stramentizzo.
- Santuario della Madonna dei Boscaioli e delle Foreste in località Piazzol
- Chiesa del Cristo Redentore in Val Cadino.
- Cappella del Manghen presso il Passo Manghen.

### Architetture militari
- Fronte della Prima Guerra Mondiale Austro-Ungarico, Passo Manghen.

### Aree naturalistiche
- Area archeologica Doss Zelòr, a Castello di Fiemme
- Lago delle Buse e Lago delle Stelune. Val Cadino
- Biotopo di Brozin

## Società

### Evoluzione demografica
Abitanti censiti

### Istituzione, enti e associazioni

#### Feudo Rucadin
Il feudo Rucadin è un feudo ad uso popolare disposto a sole poche famiglie iscritte nel libro mastro del feudo.
Le sue proprietà si identificano in alcuni caseggiati nel centro di Castello di Fiemme e della proprietà terriera ad uso feudo sita sulla sinistra orografica del torrente Cadino presso la sua foce a confine con le proprietà del Barone Longo e delle foreste Demaniali. Venne donato dai conti Firmian nel 1516 alla popolazione di Castello di Fiemme. La leggenda vuole che fosse stato donato a due domestiche a titolo di legato da passare ai posteri di esse, ma probabilmente per motivi territoriali questi terreni vennero ceduti alla popolazione affinché non finissero nelle mani del vescovo di Trento. La sua gestione amministrativa, ancor oggi attiva viene esercitata da un Regolano che viene eletto annualmente dalla maggioranza dei vicini (capi famiglia aventi diritto di voto). I vicini vengono convocati a consiglio per gli affari del taglio del bosco dal quale ognuno riceve un ragguardevole importo. La regola possiede un guardia boschi che viene pagato con gli introiti del legname. 
all'inizio il sistema di vicinia era aperto a tutti i parenti e discendenti, ma nel 1776 venne stabilito il diritto di successione ai figli maschi naturali (non adottati o acquisiti da altri parenti) figli di vicino. Le figlie potevano ereditare tale diritto alla sola condizione di risiedere a vita in Val di Fiemme. I maschi hanno diritto solo alla morte del padre e solo se residenti nel paese di Castello di Fiemme, se uno cambia abitato come residenza perde questo diritto ma se ritorna ad essere residente in questo comune può riacquisire questo diritto dopo 1 anno e 1 giorno. Se il padre dopo aver fatto residenza fuori paese muore i figli anche se vivono nel paese di Castello non hanno più diritto.
Nei tempi passati ogni vicino doveva donare alla famiglia Firmian mezzo stajo (misurazione del grano che variava da zona a zona) di segale e al giusto prezzo gli si conduceva il legname ad Egna e poi lungo fiume Adige con le zattere fino a Mezzocorona (all'epoca Mezzotodesco), dove aveva il castello. Questo dovere venne perso o andò in disuso col passare del tempo.
Regola di Castello M.C.F.
La Regola di Castello di Fiemme della Magnifica Comunità affonda le radici fino dalle origini dell'ente. La Regola della Comunità di Fiemme era divisa da quella della Contea di Castello e poteva essere sfruttata solamente dagli arimanni di Castello e non dal resto della popolazione. Nel corso dei secoli la libertà di usufrutto divenne progressivamente affittuaria nei confronti del Vescovo di Trento con il pagamento delle arimannie. Numerose controversie nacquero al riguardo per l'usufrutto di questi pascoli da parte dei vicini di Carano, Cavalese e Trodena ed il costante furto di bestiame. La Regola disponeva solo di pascoli e non di boschi (solo la Contea gestiva i boschi): spesso accadeva che alcuni gruppi di boscaioli sconfinassero nei loro tagli causando danni all'erario dei Conti del Tirolo e comportando numerose cause giudiziarie le quali terminavano sempre con il pagamento del legname tagliato in eccesso.
La fine dell'esistenza della Contea di Castello nel 1777 permise ai Principi Vescovi di ottenere tutta la parte destra della Valle di Cadino ed i territori fino alle creste di confine con l'area di Caverlano. Vennero esclusi Anterivo, Stramentizzo, Capriana e Valfloriana: anche il lato sinistro della Val di Cadino venne escluso e rimase di proprietà demaniale dell'Impero Austro Ungarico. dal 1028 al 1777 i Principi Vescovi avevano tentato di riappropriarsi di questa area senza successo ma l'aspettativa del 1777 di poter controllare un'area più vasta fu allettante ma si interruppe pochi anni dopo nel 1805 con l'arrivo dei francesi attraverso le lotte per l'indipendenza del Tirolo e la destituzione della figura stessa del Principe Vescovo.
Con la fine della Prima Guerra Mondiale la figura della McF venne messa in discussione come l'esistenza della stessa Regola. Si arrivò comunque alla soluzione di limitarne i possedimenti al di sopra di una certa quota.
La Regola di Castello esiste tutt'oggi a pari diritti delle altre Regole della Magnifica Comunità di Fiemme.

#### Foresta Demaniale P.A.T.
Si trova in Val Cadino sul lato orografico sinistro e si estende per 1265 ettari partendo da un'altitudine di 950 m s.l.m. e raggiungendo una quota massima di 2412 m s.l.m. La storia di quest'area risale al medioevo: prima di proprietà dei Signori di Enn Caldiff passò successivamente ai Conti del Tirolo. Successivamente ne divenne proprietario il Demanio dell'Impero Austriaco e poi Austro Ungarico. Caduto l'Impero venne annesso al servizio foreste del Demanio Italiano ed infine al servizio foreste della Provincia Autonoma di Trento.
La flora a fusto è prevalentemente di conifere : abete rosso, abete bianco, larice, cirmolo, l'abete del Colorado (introdotto ad inizi '900) e la Douglasia (introdotta nel 1910). Le latifoglie sono solo in aree miste con le conifere e comprendono aceri, sorbi degli uccellatori, betulle, faggio ed ontano verde.
Foreste Baron Longo
Nel 1777 con la destituzione della Contea di Castello una fetta di territorio tra la Giurisdizione di Castello e Caverlano venne venduta ai Baroni Longo di Egna. Questa parte di terreno era di diretta proprietà della famiglia nobiliare che amministrava la Giurisdizione di Enn-Caldiff e comprendeva i masi di Stramentizzo (Per questo Stramentizzo rappresenta il confine della McF) i pascoli ed il bosco adiacente. Tale area risale ancora al periodo medievale gestito dagli Hagno.
Oggi parte dell'area della Famiglia Longo è finita sotto le acque del lago di Stramentizzo mentre il bosco si estende verso sud fino alle creste di confine con il Comune di Valfloriana, Castello, Demanio e Feudo Rucadin. Dispone ancora oggi di un proprio custode forestale e squadre boschive, di una segheria e vari edifici sparsi sul territorio. Una tromba d'aria nel 2015 ha danneggiato molti ettari di bosco come l'alluvione del 2018.
Saltuariamente presso gli edifici lungo il lago è possibile vedere alcuni esemplari del loro allevamento di cavalli Hunter irlandesi.

## Cultura
La cultura è tipicamente tirolese. La divisione tra le Province di Trento e Bolzano hanno causato un depauperamento della concezione linguistica locale specialmente dopo il "Los von Trient" che ha comportato la divisione col paese di Anterivo (Altrei) di lingua tedesca dividendo così i gruppi linguistici italiani da quelli tedeschi. Nel comune permane una base tirolese sia nell'insegnamento misto delle lingue, come nella parlata locale con influssi ladini e tedeschi. Le costruzioni rispecchiano quasi in toto lo stile tirolese come il rispetto delle tradizioni sia laiche che religiose. Numerose associazioni culturali e sociali operano sul territorio, in particolar modo i Vigili del Fuoco Volontari con due caserme: una a Molina ed una a Castello. Altre associazioni operano nei confronti della tutela della cultura locale come l'Associazione Bifora e la Compagnia degli Scizeri di Fiemme (Schützenkompanie Fleimstal).
Carnevale
Fino agli anni 80 esisteva un proprio carnevale composto da varie figure che indossavano un mascherone in legno: La Siora (la signora), el Sior (il signore), la vecia (la vecchia), el vecio (il vecchio) la Papogna (donna con una deformità al viso), i carabinieri (uomini magri e sempre dritti), il gorilla ed il cammello.

## Geografia antropica
La denominazione del comune fino al 1973 era Castello di Fiemme. Dal 1925 comprende anche il territorio del soppresso comune di Stramentizzo.

## Economia
L'economia locale si basa principalmente su turismo, industria del legname e derivati, allevamenti, produzioni agricole di piccoli frutti.

## Infrastrutture e trasporti

### Ferrovie
Dal 1917 al 1963 era in funzione la ferrovia della Val di Fiemme che collegava Ora con Predazzo passando appunto per la Val di Fiemme e a Castello di Fiemme aveva la sua stazione ferroviaria oggi adibita in abitazione privata.
Il servizio di collegamento tra Ora e Cavalese al termine del servizio del treno è stato sostituito dalla Provincia di Bolzano con trasporto su ruota mediante autobus garantendo così il collegamento tra le due province. Le fermate nel paese di Castello sono aumentate a quattro: loc. Stazione, via Stazione, piazza Segantini e via Roma.

### Autobus
Il comune di Castello-Molina di Fiemme è divenuto col tempo uno snodo importante per i trasporti pubblici.
Nella piazza Segantini (piazza degli autobus) convergono le linee di andata e ritorno:
- Trento-Segonzano-Cavalese
- Trento-Cembra-Cavalese
- Trento-Egna-Cavalese
- Ora-Cavalese
- Cavalese-le Ville-Castello di F. (solo andata)